# Episodi di Bear nella grande casa blu (seconda stagione)
La seconda stagione della serie televisiva Bear nella grande casa blu è stata trasmessa in anteprima negli Stati Uniti d'America nel 1998.
| nº | Titolo originale                   | Titolo italiano                   | Prima TV USA     | Prima TV Italia |
| -- | ---------------------------------- | --------------------------------- | ---------------- | --------------- |
| 1  | Ooh Baby Baby                      | Bebè in arrivo                    | 8 giugno 1998    | 2001            |
| 2  | Raiders of the Lost Cheese         | I predatori del formaggio perduto | giugno 1998      | 2001            |
| 3  | The Big Sleep                      | Tutti a nanna                     | giugno 1998      | 2001            |
| 4  | Clear as a Bell                    | Parole magiche                    | giugno 1998      | 2001            |
| 5  | Good Times                         | Ogni cosa a suo tempo             | giugno 1998      | 2001            |
| 6  | You Learn Something New Every Day  | Lezione di mambo                  | 1998             | 2001            |
| 7  | Back to Nature                     | Ritorno alla natura               | 1998             | 2001            |
| 8  | The Ojolympics                     | Le Olimgiadi                      | 1998             | 2001            |
| 9  | The Great Pretender                | Giochiamo a far finta             | 1998             | 2001            |
| 10 | It's All in Your Head              | Una giornata alla fiera           | 1998             | 2001            |
| 11 | Oops! My Mistake                   | Uno spiraglio nello sbaglio       | 1998             | 2001            |
| 12 | Bear's Birthday Bash               | Il compleanno di Bear             | 1998             | 2001            |
| 13 | Picture This                       | Le immagini preferite di Bear     | 1998             | 2001            |
| 14 | The Big Blue House Call            | Una visita speciale               | 1998             | 2001            |
| 15 | Change is in the Air               | Cambiamenti nell'aria             | 1998             | 2001            |
| 16 | Look What I Made                   | Che invenzione                    | 1998             | 2001            |
| 17 | If at First You Don't Succeed...   | Non ti arrendere, puoi riuscirci  | 1998             | 2001            |
| 18 | All Weather Bear                   | Ogni tempo ha il suo bello        | 1998             | 2001            |
| 19 | I Built That!                      | Costruire                         | 8 agosto 1998    | 2001            |
| 20 | Tutter's Tiny Trip                 | Tutter in gita                    | 1998             | 2001            |
| 21 | Dance Fever!                       | Ballare fa bene                   | 1998             | 2001            |
| 22 | Afraid Not                         | Niente paura!                     | 16 agosto 1998   | 2001            |
| 23 | I've Gotta Be Me                   | Sei un tesoro                     | 15 agosto 1998   | 2001            |
| 24 | Buggin'                            | Guerra e pace                     | 1998             | 2001            |
| 25 | Love Is All You Need               | L'importante è volersi bene       | 1998             | 2001            |
| 26 | It's a Mystery to Me               | I misteri della vita              | 1998             | 2001            |
| 27 | As Different as Day and Night      | Tutto è il opposti di tutto       | 1998             | 2001            |
| 28 | Grandparents Just Want to Have Fun | Che bella invenzione i nonni      | 1998             | 2001            |
| 29 | The Way I Feel Today               | Come mi sento oggi?               | 1998             | 2001            |
| 30 | You Go Ojo!                        | E' bello essere femmine           | 1998             | 2001            |
| 31 | Scientific Bear                    | L'orso scientifico                | 1998             | 2001            |
| 32 | Boys Will Be Boys                  | Questi maschiacci                 | 1998             | 2001            |
| 33 | I Was Just Thinking                | Grandi pensatori                  | 1998             | 2001            |
| 34 | Wish You Were Here                 | Ma quanto mi manchi?              | 1998             | 2001            |
| 35 | And to All a Good Night            | E' una notte di fine estate       | 1998             | 2001            |
| 36 | Call It a Day                      | Può accadere di tutto             | 1998             | 2001            |
| 37 | We Did It Our Way                  | Insieme è bello                   | 1998             | 2001            |
| 38 | What's the Story?                  | Il festival dei raccontastorie    | 1998             | 2001            |
| 39 | When You've Got to Go!             | L'ordine mistico dei vasinisti    | 28 febbraio 1999 | 2001            |